# Bajka o skrzypcowej duszy
Bajka o skrzypcowej duszy – polski musical, którego prapremiera odbyła się 17 lutego 1980 w Operetce Warszawskiej.

## Twórcy
- Muzyka: Augustyn Bloch
- Autor libretta: Jerzy Kierst
- Reżyser: Zbigniew Marek Hass
- Choreografia: Janusz Dąbrowski
- Scenografia: Hanna Zaporska
- Kierownictwo muzyczne: Bogdan Olędzki
- Dyrygent: Andrzej Knap
- Asystent reżysera: Lech Czerkas

## Obsada
- Matka: Hanna Dobrowolska / Alina Wieczorkówna
- Kasia i Złota żmijka: Grażyna Brodzińska / Elżbieta Czerwińska
- Wojtek: Jacek Mikusek / Bożena Zborowska
- Wicek: Mariusz Cellari / Michał Morton / Wojciech Bernat
- Juraś: Antoni Kłopocki / Józef Śpiewak
- Kuraś: Lech Czerkas / Barbara Bela-Wysocka
- Znachorka: Alina Kaniewska / Barbara Podczaska / Hanna Dobrowolska
- Bartek Osiołek: Tadeusz Walczak / Raimund Saczkowski
- Róża: Krystyna Szydłowska  / Barbara Minoł